# Hydrogamasellus calculus
Hydrogamasellus calculus är en spindeldjursart som beskrevs av Wolfgang Karg 1997. Hydrogamasellus calculus ingår i släktet Hydrogamasellus och familjen Ologamasidae. Inga underarter finns listade i Catalogue of Life.